# 無
無（む、无）とは、ないこと、存在しないこと。事物あるいは対象となる事柄が有を成さないといった様態及び概念。物体が物質的構成を成さないこと。一切の否定を一般化した表現。対義語は有。「定義されていない（未定義）」事とは意味合いが異なる場合がある。

## 語義

### 定義
1. 物事が存在しないこと。絶対的虚無であり、存在論（有論）に立たず、言わば、「無論」に立つ。
2. 物事が、ある状態の下にないこと。ゆえに、他の状態にはあることが含示された存在論に立つ。

### 用例
- ～が無い。～は無い。
- ～では無い。
- 絶対無利。　完全な無。
- 無から有は生じない。
- 無いものは無い。
- 無調音楽

### 類義語
虚中身が無いこと。
未過去から現在にかけて存在しない、行われていないこと。
不～ではない。論理的な否定を強調する表現。
非～とは違う。相違を強調する表現。

## 学術的、科学的分野

### 物理学
古典物理学において、何も無い空間を真空と呼び、真空は完全な無であると考えられてきたが、現代物理学においては、真空の量子ゆらぎによって、何も無いはずの真空から電子と陽電子のペアが、突然出現することが認められている。このことによって、現代物理学では完全な無（絶対無）というものは存在しないとされている。

### 数学
数学で無に対応する概念として、数0（零）がある。発祥はインドであり、本来は位取り記数法で空位の桁を表す記号として考案された。0はアラビア数字とともに世界に広まり、やがて独立した数の一種として認知されるようになった。0の発見によって、数学は無を記述できるようになった。
数学で無に対応するもうひとつの概念として空集合∅がある。空集合は要素を持たない集合であり、換言すれば位数0の集合である。ただし空集合それ自体は一個の対象とみなされることに要注意。すなわち空集合∅を要素とする集合{∅}は空集合ではない。数0と比較して新しい概念であり、19世紀ドイツで集合論の創出とともに考案された。

### 計算機科学/コンピュータ科学
プログラミング言語などが有名なコンピュータ言語では、数０以外に存在していないことを指すために、NULL, nilなど、無を表す予約語、変数、定数などを決めている場合がある。
また、NULLを0に定義していたり、0へのポインタを指したり、0番地を指していることなどもある。

### 哲学
哲学（存在論/存在）において「無」という場合は、存在すなわち有、に対する無であって、相対的な二次的概念である。これに対し絶対無とは、存在論を超える。存在論者から見るとこれは思考上の産物で、単なる概念であり、一見すると現実には存在しないように見える。
また、そもそも西洋哲学史では有の方向に重点が置かれ、しばしば有の観点が無を支配包括し、絶対有の性格を帯びる（後述するように、これが神の本質である）。絶対有を前にすることで西洋の主体は相対的であり、絶対無を前にすることで東洋の主体は絶対的である。
西洋の思惟では無が有より軽んぜられたことは、「無」がBeingに対して常にNon-beingとしかいわれない、という言語的な事実にその証拠を見出す事が出来る。（ただし、英語: nothingness、フランス語: néant[『存在と無』におけるサルトル]、ドイツ語: Nichts が、西洋の思惟からの制約を離れて本来的な「無」を表すために、用いられ得る。）　一方、東洋では無を強調し、有中心の非-有(Non-being)、を超えた意味合いを含ませた。絶対無と絶対有は、無と有と同じく対極関係にあり、近接性はない。また、東洋的無の思惟が（無の）心を重んじるに対し、西洋的な有の思惟において重んじているのは、知である。
絶対有の観点を離れ、絶対無の意識を知的絶対主体として革命的に持ったサルトルと、絶対無の無心絶対主体に解脱的にあった久松真一の間の、同一性と差異を見極めるべきである。
次のような考え方は、有を見る主体の観点が有的存在論的観点から無的観点に変われば、見られている同一物が有から無になるということを示すのでしかない。それは断じて近接関係を示すのではなく、ただ、観点によって同一物に両名称が充てられ得るということを示しているに過ぎない。
しかし、絶対無であれ絶対有であれ、両者は非常に近い事柄を指していると考えられる。
純粋な絶対有は、そのあまりの純粋さのために、無内容性を持つ。マルティン・ハイデッガーの晩年の著作はその点を特に裏付けていた。
現代でもレヴィナスの思想などに見えるもので、「なにものもない不在の闇に確かにある」などとして語られる。ここから分かるように、決して両者は対立しあう概念ではなく、単にまやかしの概念ともいえない。このことは古今東西数知れない学者が確認している事実である。
一方、経験から遊離した思弁的な形而上学を攻撃したルドルフ・カルナップは論文「言語の論理的分析による形而上学の克服」において題名どおり形而上学を批判し、その中で「無」を不用意に、きちんと考えずに扱う哲学者たちを以下のように批判した。その中で彼は文字通り「無」という概念は元来は「～でない」という否定を不当に名詞化しているだけであるとした。そして、彼によれば、そのような誤りは一見したところ「無」はその形が普通の名詞と同じであるために、形而上学者が言語を混乱して用いてしまうために起こるものである（例えば、「無は哲学者である」と「私は哲学者である」は一見したところその形式では同じように見えるように）。また、彼は「無が無化する」のような形而上学的命題は分析的にも総合的にも検証ができないがゆえにナンセンスであるとした。このようにしてハイデガーをはじめとした「無」なるものを不用意に、きちんと考えず、いいかげんに扱う哲学者を批判した。

## 宗教的、伝統的分野

### イスラム教
イスラムにおける存在一性論で「真空のゆらぎ」から「神の慈愛」によって、様々なものに存在が自己顕現するという説明をする。井筒俊彦の研究によって、イスラムにおける神学と哲学の発達が、東洋思想とも西洋思想とも有と無の問題に関して深く繋がっていることが明らかになった。ここでいわれている神の存在は、突き詰めれば東洋の絶対無と同じ事柄を指している、と井筒は言っている。

### キリスト教
キリスト教では、有が大前提であり、無は有に対立する否定的概念である。
聖書には無の概念について、特別なことは書かれていない。しかし、有と無の対立を超えたところに神が存在するとする。
実際には、有の方向が強調され、無（非-有）との相対的な対立を超えた絶対有とでも呼べるものを考えている。これが神の本質である。
否定神学などは神が無であるかのように記述したが、その意図はむしろ神の存在を高め、神の純粋性をより深めるものであった。
従って、西洋思想史の全体に渡って、無が主要なテーマとして強く意識されたことはほとんどない。

### 東洋
東洋思想では、絶対無・空（0）・真如・道などと呼んできた。これらは必ずしも一括りで語りつくせるものではないが、切り離せない共通性を帯びている、あるいは思想史的に繋がっていることが確認されている。

#### インド
古代インドにおける無の概念は、紀元前5世紀には整理されヴェーダに記述されている。
日本においては「何も存在しない事」を「無」というが、インドにおいては「存在しない事」を「無が存在する」という。

#### 仏教
釈迦の説く仏教の内容は、文献や学派によって異同があるものの、ほぼ次の五つに集約される。
未生無（みしょうむ）
原因が無いとき、結果は生じて無いということ。
已滅無（いめつむ）
過去にあったが滅したものは、すでに無いということ。
不会無（ふえむ）
今この場所に無いということ。
更互無（こうごむ）
ＡはＢでは無い、ＢはＡでは無いということ。
畢竟無（ひっきょうむ）
過去に無く、未来に無く、現在にも無いということ。存在し得無いこと。

#### 中国・老子
中国における無は、存在論に立った有に対する無ではなく、存在論のもとにある有無の対立、を超えた絶対無である（前述の哲学の項も参照）。単に非-有(Non-being)の意味に解し、虚無主義と誤解してはならない。
初発の虚無主義は、神の意思を無とする観点だったので、その限りでは虚無主義にある。それは日常のなにものでもないから、否定の接頭辞の無で語られる。
通常「無い」というのは、価値の無いことと同義とされるが、
中国では、老子の思想に代表されるように、無用の用（例えば、モノを入れるカゴは、中身が無いからモノを入れることが出来る）ということが強調されている。また、宇宙の始元を無極という。井筒俊彦によれば、これは純粋な存在が充実して窮まったところに現われる絶対無であり、絶対無と純粋な存在は実は同一である。無極は別名太極ともいうが、陰と陽とが互いに相手を飲み込もうとする太極図で示される。なお、物理学による解釈では、この無極は、完全な無ではなく、ちょうど物理学でいう「真空のゆらぎ」に相当すると考えられている。

#### 禅宗
禅宗においても、無は根本的なテーマとして掲げられてきた。「狗に仏性はあるか」という問いに対し、「無い」と喝破したことを伝える「無門関」の第一公案は、極めてその方向性を強調している。ここでいわれている無もまた、決して単なる非-有(Non-being)ではなく、有と無の対立を超えて、それらを包括するような絶対的な根源としての無である。この公案の登場人物である趙州は、この無を理解する事こそ最初の要であり、そして最終的な到達点でもあると述べている。